# Heinrich Hoffmann (Maler)
Heinrich Hoffmann (* 30. August 1859 in Cassel; † 23. Januar 1933 in Heidelberg) war ein deutscher Maler.

## Leben
Heinrich Hoffmann begann seine künstlerische Ausbildung als Schüler der Kasseler Kunstakademie. Dort studierte er Bildhauerei und Malerei. Ab Oktober 1880 studierte er an der Berliner Kunstakademie bei den Professoren Otto Knille und Fritz Schaper. Darüber hinaus war er Mitglied der bedeutenden deutschen Malerkolonie Willingshausen in der Schwalm sowie der Gutacher Malerkolonie im Schwarzwald. 1888 war seine Ausbildung abgeschlossen. Er wechselte seinen Wohnsitz nach Heidelberg, wo er Aquarelle, Ölgemälde und Zeichnungen Heidelberger Landschaften und Gebäude anfertigte, die auch als Reproduktionen vertrieben wurden.
Als Ritter Hiesl gehörte er von 1897 bis zu seinem Tod der Schlaraffia Haidelberga an.

## Werke

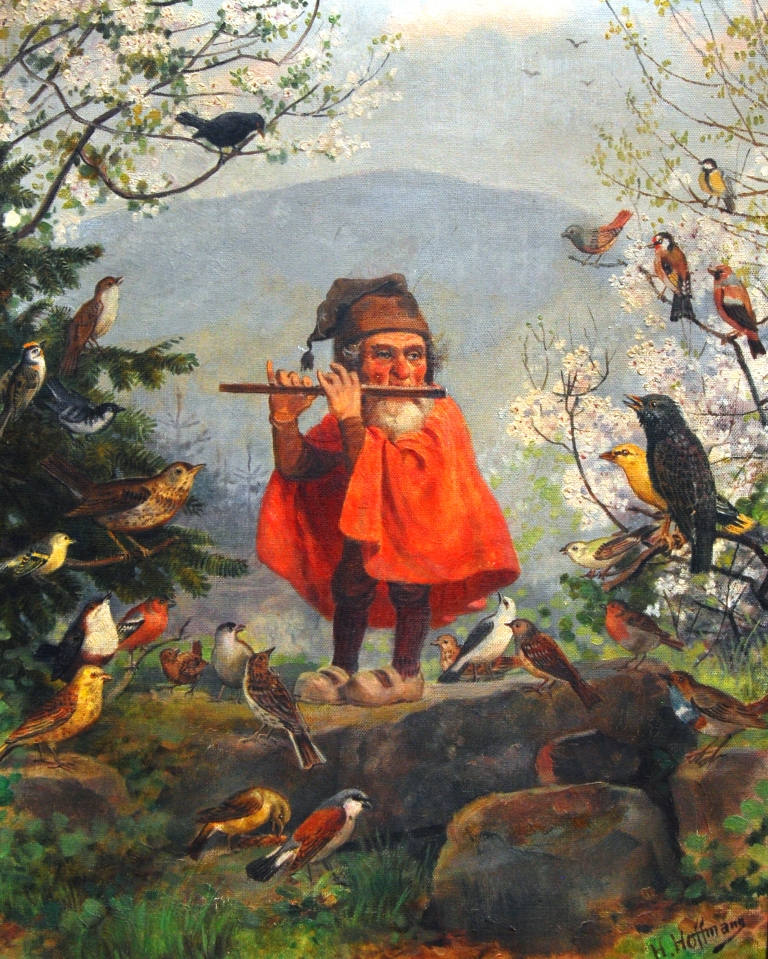
Ölgemälde »Alle Vögel sind schon da. Blick auf den Königstuhl«
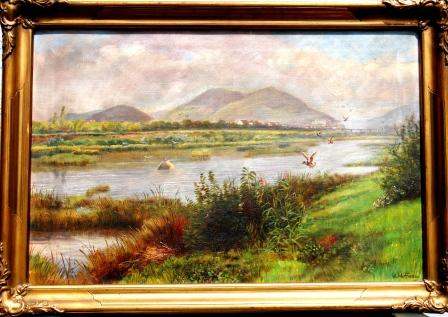
Ölgemälde »Blick von der Neckarinsel auf den Heiligenberg«
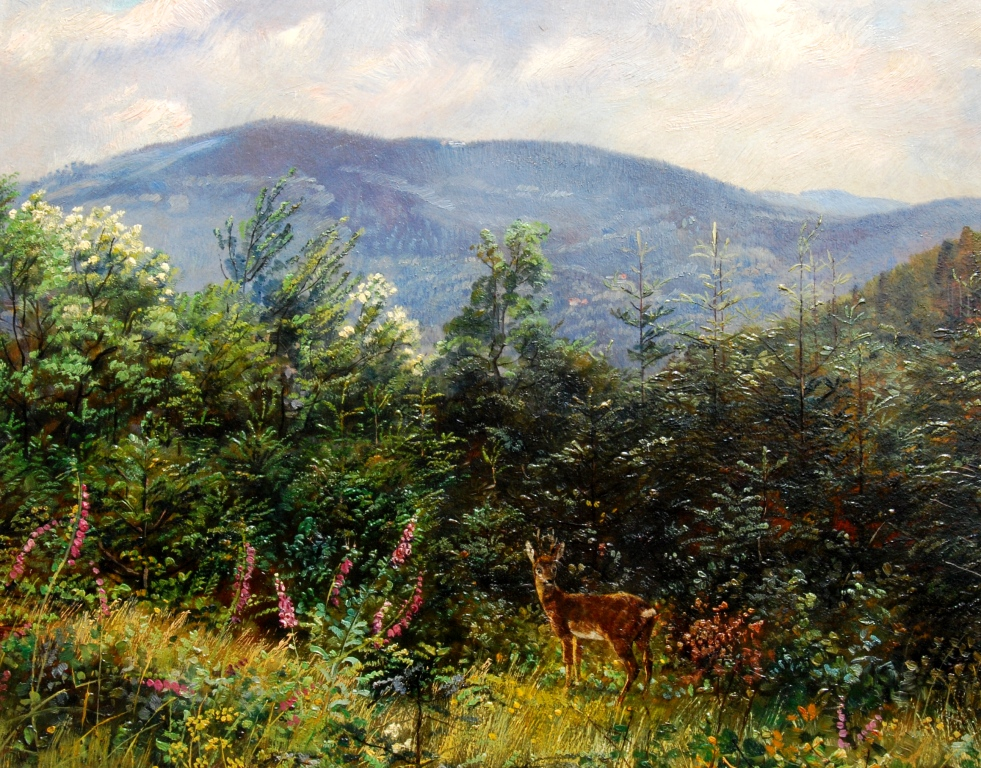
Ölgemälde »Blick von Gaiberg auf den Königstuhl«
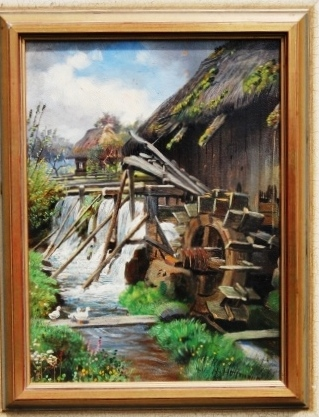
Ölgemälde »Wassermühle im Schwarzwald«
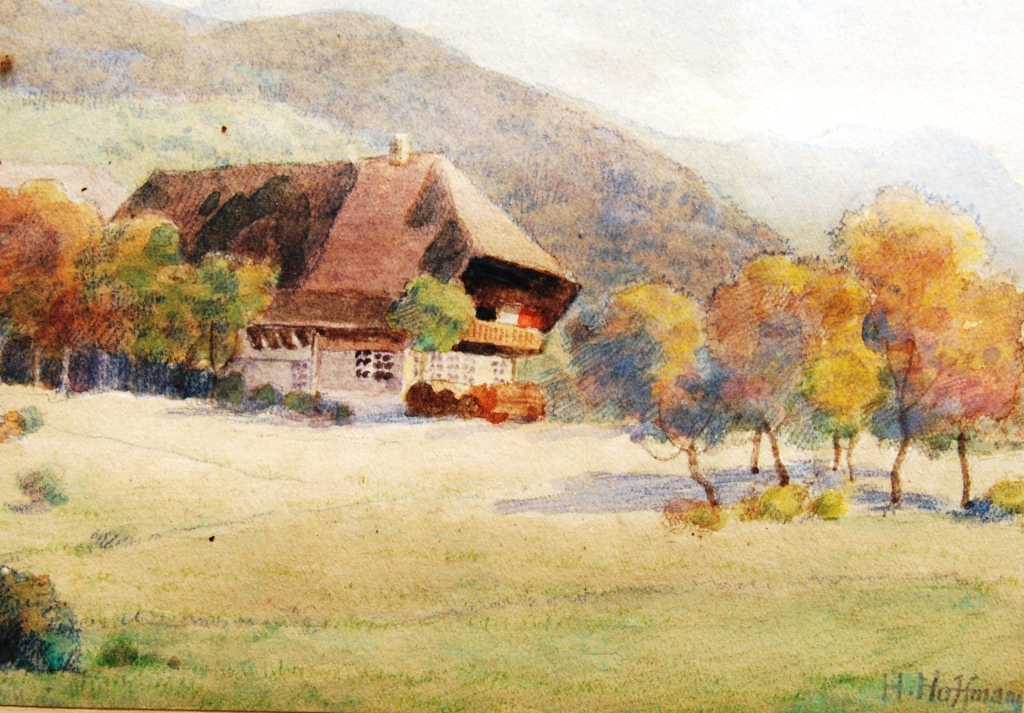
Aquarell »Schwarzwaldhaus«

## Werke in Museen
- Augustinermuseum Freiburg: Kirchgang im Schwarzwald, Spinnstube im Schwarzwald
- Stadtmuseum Baden-Baden: Blick vom Engel zum neuen Schloß Baden-Baden, Kurgarten Baden-Baden, Merkurbahn
- Neue Galerie Kassel: Herrenportrait, Knabenportrait
- Stadtmuseum Bonn: Ruine Godesberg
- Siebengebirgsmuseum Königswinter: Blick auf die Drachenburg
- Grafschaftsmuseum Wertheim: Burg Wertheim
- Langbein Museum Hirschhorn, Burg Hirschhorn